# Barra do Jacaré
Barra do Jacaré é um município brasileiro do estado do Paraná, na região Sul do Brasil. Criado a partir da emancipação do Município de Jacarezinho, através da Lei Estadual nº 4.810, de 24 de janeiro de 1964, teve sua instalação oficial em 19 de dezembro de 1964. A fundação do município é atribuída a imigrantes Europeus e, desde sua emancipação, tem desempenhado um papel significativo na região. O primeiro prefeito após a emancipação foi Antonio dos Santos Neto, destacando-se pela liderança no processo de independência do município. 
Localizada no Norte Pioneiro Paranaense, Barra do Jacaré possui uma área de 115,592 km², representando 0,058% do estado do Paraná. Com uma população de 2.828 habitantes em 2017, o Barra do Jacaré se destaca por suas características e sua contribuição para a diversidade cultural e econômica da região.

## História

### Origens e Fundação de Barra do Jacaré
A história de Barra do Jacaré, município situado no norte pioneiro do estado do Paraná, Brasil, remonta a uma saga de exploração, colonização e lutas por territórios que definiram suas fronteiras e identidade. Este relato começa no ano de 1881, quando José Pedro Lopes, um visionário e pioneiro oriundo do estado de Minas Gerais, estabeleceu-se com sua família numa região fértil e promissora. Lopes e sua prole marcaram o início do povoamento de uma área que, à época, era composta por aproximadamente 1.200 alqueires paulistas, conhecida por diferentes denominações como Fazenda Dourada, Água do Barreiro e, eventualmente, Barra do Jacaré.
Nos anos que se seguiram à chegada de José Pedro Lopes, a região viu um fluxo constante de disputas por terras, com a chegada de novos colonizadores e a consequente expansão da área povoada. Essas disputas refletiam o contexto mais amplo do Brasil de então, em que a terra era vista tanto como promessa de prosperidade quanto como palco de confrontos por direitos de posse.
Em 1904, o Coronel Joaquim Batista empreendeu esforços para solucionar os conflitos de terras que se estendiam desde o município de Jacarezinho até Itambaracá, envolvendo a fazenda Dourado ou Barra do Jacaré. Apesar de seus esforços iniciais não terem trazido os resultados esperados, em 1922, as questões de posse foram finalmente regularizadas a favor dos respectivos posseiros, estabelecendo um marco de estabilidade e desenvolvimento para a comunidade que ali se formava.
A transformação de Barra do Jacaré em um povoado reconhecido deu-se em 1936, com a construção de uma capela rudimentar em terreno doado por Jacinto Cândido Lopes, filho do pioneiro José Pedro Lopes. Este ato simbólico, além de refletir a fé e a esperança dos moradores, também consolidou o senso de comunidade e pertencimento entre os habitantes, estabelecendo um núcleo de convivência que transcendeu as simples relações de vizinhança para se tornar uma verdadeira base para o crescimento e desenvolvimento do que viria a ser o município de Barra do Jacaré.

### Emancipação e Desenvolvimento Administrativo
A trajetória de Barra do Jacaré rumo à sua emancipação política e administrativa é marcada por um processo gradual que culminou na sua oficialização como município. Inicialmente estabelecido como um distrito pela lei estadual nº 790/1951, Barra do Jacaré permaneceu subordinado ao município de Jacarezinho. Essa configuração administrativa se manteve até 24 de janeiro de 1964, um momento crucial na história da localidade, quando, através da lei estadual nº 4.810, Barra do Jacaré foi emancipada, desmembrando-se de Jacarezinho.
Este marco não apenas alterou o status administrativo de Barra do Jacaré mas também simbolizou a concretização dos esforços de sua população na busca por autonomia e reconhecimento dentro do estado do Paraná. A emancipação permitiu ao município desenvolver uma estrutura administrativa própria, elegendo seus primeiros representantes políticos e estabelecendo as bases para o seu desenvolvimento futuro.
A partir desse momento, Barra do Jacaré começou a trilhar um caminho de progresso e desenvolvimento, focando em melhorias infraestruturais e na qualidade de vida de seus habitantes. A criação do município também incentivou um maior envolvimento comunitário nas decisões políticas e sociais, fortalecendo o senso de identidade e pertencimento entre os moradores.

## Geografia
Possui uma área de 115,592 km² representando 0,058 % do estado, 0,0205 % da região e 0,0014 % de todo o território brasileiro. Localiza-se a uma latitude 23°06'54" sul e a uma longitude 50°10'51" oeste, estando a uma altitude de 480 m. Sua população no censo de 2010 foi de 2.727 habitantes.

### Demografia
- População residente (2015): 2 821
- Índice de Desenvolvimento Humano (IDH-M, 2010): 0,789
  - IDH-M Renda: 0,655
  - IDH-M Longevidade: 0,863
  - IDH-M Educação: 0,850